# Terremoto en el norte de Qinghai de 2016
El terremoto del norte de Qinghai de 2016 fue un sismo de 5,9 grados de magnitud (según USGS) o 6,4 grados de magnitud (según medios locales) que ocurrió el 21 de enero de 2016 a las 1:13 a. m. (hora y fecha local) en el sureste de Hongtu, norte de Qinghai, el sismo percibió también en Menyuan. El sismo dejó como consecuencia nueve heridos.

## Subducción
Fue uno de los choques de la placa India y la placa Euroasiática.

## Daños
50 viviendas fueron afectadas. Las autoridades locales informaron que 700 tiendas de campaña fueron enviadas al área. Más de 600 casas resultaron dañadas. 50 personas quedaron en la calle después del terremoto.